# Morti nel 366
| Questa pagina contiene informazioni ricavate automaticamente dalle voci biografiche con l'ausilio del template Bio e di un bot. L'aggiornamento è periodico e automatico e ricostruisce completamente la pagina. Se manca una persona in questa lista, sei pregato di non aggiungerla, ma accertati piuttosto che la sua voce biografica contenga il template Bio e che i dati anagrafici siano correttamente compilati. Se il template Bio manca, inseriscilo tu stesso o, in alternativa, metti l'avviso {{tmp\|Bio}} che ne segnala la mancanza. Se i dati riportati sono sbagliati, correggi direttamente la voce biografica; le modifiche saranno visibili in questa lista entro pochi giorni. Per chiarimenti vedi il progetto biografie. La lista contiene solo le 8 persone che sono citate nell'enciclopedia e per le quali è stato implementato correttamente il template Bio. Pagina aggiornata al 26 mar 2025. |

- 27 maggio - Procopio, politico e militare romano (n. 325)
- 3 settembre - San Marino, santo dalmata (n. 275)
- 24 settembre - Papa Liberio, papa e vescovo
- Acacio di Cesarea, scrittore, teologo e vescovo ariano greco antico
- Gomoario, generale romano
- Leo di Montefeltro, vescovo romano
- Marcello, militare romano
- Sereniano, funzionario romano